# 896
Évszázadok: 8. század – 9. század – 10. század
Évtizedek: 840-es évek – 850-es évek – 860-as évek – 870-es évek – 880-as évek – 890-es évek – 900-as évek – 910-es évek – 920-as évek – 930-as évek – 940-es évek
Évek: 891 – 892 – 893 – 894 –  895  – 896 – 897 – 898 – 899 – 900 – 901

## Események

### Európa
- A bizánci-bolgár háborúban a bolgárok és a besenyők egyszerre támadnak az etelközi magyarokra. A Déli-Bug menti csatában a magyarok vereséget szenvednek, de állítólag még a győztes bolgárok is 20 ezer lovast veszítenek (ami valószínűleg erősen eltúlzott szám). Miután hátát biztosította, Simeon bolgár fejedelem délnek fordul és mivel Bölcs Leó császár nem teljesíti követeléseit, betör Trákiába. A bulgarophügoni csatában döntő győzelmet arat a bizánciak fölött és Bölcs Leó békét kér. Kisebb területi nyereség mellett a bizánciak biztosítják a kereskedelem szabadságát és éves adót fizetnek a bolgároknak.
- A kétfelől szorongatott magyarok feladják Etelközt és átvándorolnak a Kárpát-medencébe, megkezdődik a honfoglalás. A Kárpát-medence keleti fele ekkor a Morva Fejedelemség és a Bolgár Birodalom határvidéke; előbbit meggyengítette a bajorokkal vívott háború és a fiatal II. Mojmír fejedelem az öccsével viszálykodik; utóbbit leköti a bizánci háború.
- Februárban Arnulf keleti frank király eléri Rómát és kiűzi onnan Lambert itáliai császárt és anyját, Ageltrudét, kiszabadítva fogságából Formosus pápát. A pápa február 22-én császárrá koronázza Arnulfot, aki ezután Spoletóba indul (amelynek hercege befogadta Lambertet), de útközben szélütés éri és inkább hazatér Bajorországba. Útközben Paviában törvénytelen fiát, Ratoldot itáliai királlyá koronáztatja.
- Arnulf Forchheimbe birodalmi gyűlést hív össze, ahol rázuhan egy erkély és súlyosan megsérül.
- Áprilisban meghal Formosus pápa. Utódjául VI. Bonifácot választják, aki azonban tizenöt nappal később meghal (hivatalosan köszvény miatt, de egyes források szerint meggyilkolták). Ezután IV. Guidó spoletói herceg jelöltjét, VI. Istvánt választják meg, aki határozottan elutasítja Formosus korábbi politikáját.
- Arnulf távozását követően és az új pápa támogatását élvezve Lambert visszafoglalja Észak-Itáliát (eközben kivégezteti az Arnulf pártjára állt Maginfred milánói grófot). Kiegyezik riválisával, Berengár friuli őrgróffal és az Adda folyó mentén felosztják Észak-Itáliát.
- Petar szerb fejedelem legyőzi a bolgárok által is támogatott trónkövetelőt, Klonimirt.
- Angliában a Hastein vezette fosztogató viking sereg a sorozatos vereségeket követően felbomlik és visszatérnek a vikingek által ellenőrzött Kelet-Angliába és Northumbriába.

### Abbászida Kalifátus
- Januárban a 31 éves Humáravajh egyiptomi kormányzót egyik szolgája meggyilkolja, kiderült a kormányzó egyik feleségével folytatott viszonya. Utóda 13 éves fia, Dzsajs, aki fiatal kora ellenére erkölcstelen, tivornyázó életmódot folytat és nagybátyját is halálra korbácsoltatja. Novemberben a főtisztviselők lemondatják és börtönében megölik. Utódja öccse, Hárún ibn Humáravajh.

## Születések
- Al-Maszúdi, arab utazó, geográfus, történetíró

## Halálozások
- január 18. – Humáravajh ibn Ahmad ibn Túlún, egyiptomi kormányzó
- április 4. – Formosus, római pápa
- április 19. – VI. Bonifác, római pápa
- Abu Hanífa Dínavarí, perzsa természettudós
- Álmos, magyar kende
- Dzsajs ibn Humáravajh, egyiptomi kormányzó
- Szahl al-Tusztarí, perzsa szufí misztikus

## Fordítás
- Ez a szócikk részben vagy egészben  a(z)   896 című angol Wikipédia-szócikk ezen változatának fordításán alapul.  Az eredeti cikk szerkesztőit annak laptörténete sorolja fel. Ez a jelzés csupán a megfogalmazás eredetét és a szerzői jogokat jelzi, nem szolgál a cikkben szereplő információk forrásmegjelöléseként.